# Karo (Mengenlehre)
{\displaystyle \Diamond } (Karo) ist ein „kombinatorisches“ Prinzip in der Mengenlehre.

## Definition
Für jede unendliche Kardinalzahl {\displaystyle \kappa } ist {\displaystyle \Diamond _{\kappa }} eine Abkürzung für die folgenden Aussage:
- es gibt eine Folge {\displaystyle \langle A_{\alpha }:\alpha \in \kappa \rangle } mit folgenden Eigenschaften:

- für alle {\displaystyle \alpha } gilt  {\displaystyle A_{\alpha }\subseteq \alpha }
- für alle  {\displaystyle A\subseteq \kappa } ist die Menge {\displaystyle \{\alpha \in \kappa :A\cap \alpha =A_{\alpha }\}} eine stationäre Teilmenge von {\displaystyle \kappa }.

Oft spricht man vereinfachend davon, dass das Prinzip {\displaystyle \Diamond _{\kappa }} es ermöglicht, Teilmengen von {\displaystyle \kappa } zu „erraten“. Während die Anzahl der Teilmengen von {\displaystyle \kappa } (also die Kardinalität der Potenzmenge von {\displaystyle \kappa }) zwar nach dem Satz von Cantor größer als {\displaystyle \kappa } ist, postuliert  {\displaystyle \Diamond _{\kappa }}, dass es eine transfinite Folge der Länge {\displaystyle \kappa } gibt, die alle Teilmengen von {\displaystyle \kappa } „errät“ (genauer: stationär oft besser und besser approximiert). 
Statt {\displaystyle \Diamond _{\omega _{1}}} schreibt man oft nur {\displaystyle \Diamond }.

## Zusammenhang mit CH und GCH
Die Aussage  ◊ ist in der Zermelo-Fraenkel-Mengenlehre (ZFC) weder beweisbar noch widerlegbar. 
Man zeigt leicht, dass aus  ◊  die Kontinuumshypothese CH folgt.  Allgemeiner folgt aus {\displaystyle \Diamond _{\kappa ^{+}}} die Gleichung {\displaystyle 2^{\kappa }=\kappa ^{+}}. Aus CH kann man ◊ nicht folgern, aber aus {\displaystyle 2^{\kappa }=\kappa ^{+}} zusammen mit {\displaystyle \kappa ^{\omega }=\kappa } kann man {\displaystyle \Diamond _{\kappa ^{+}}} schließen. Aus der verallgemeinerten Kontinuumshypothese GCH folgt also {\displaystyle \Diamond _{\kappa ^{+}}} für alle {\displaystyle \kappa } mit überabzählbarer Konfinalität.

## Anwendungen
◊ impliziert, dass die Suslin-Hypothese falsch ist; mit anderen Worten: dass es eine Suslin-Gerade gibt, also eine nicht-separable lineare Ordnung, in der dennoch jede Familie von disjunkten Intervallen höchstens abzählbar ist. 